# ARJ45
 (août 2015).
Si vous disposez d'ouvrages ou d'articles de référence ou si vous connaissez des sites web de qualité traitant du thème abordé ici, merci de compléter l'article en donnant les références utiles à sa vérifiabilité et en les liant à la section « Notes et références ».
ARJ45 est un connecteur conçu pour être utilisé avec du câble à paires torsadées de catégorie 7. L'Augmented Registered Jack 45 est compatible avec les connecteurs RJ45.
Ce connecteur qui autorise une bande passante égale ou supérieure à 1 000 MHz répond aux critères de la norme ISO/IEC 60603-7-7, et est généralement couplé avec du câble catégorie 7. Il est compatible également avec les connecteurs RJ45 et GG45. Il y a aussi une rétrocompatibilité avec les câbles CAT 5, CAT 6 et CAT 6a. 
Les quatre paires torsadées blindées individuellement sont réparties sur le connecteur (de façon semblable au GG45 et différente du RJ45) afin de réduire les phénomènes parasitaires liés à la diaphonie.
| Prise ARJ45 vue de Face | Prise ARJ45 vue de Face | Prise ARJ45 vue de Face | Prise ARJ45 vue de Face | Prise ARJ45 vue de Face | Prise ARJ45 vue de Face | Prise ARJ45 vue de Face | Prise ARJ45 vue de Face | Prise ARJ45 vue de Face                              | Prise ARJ45 vue de Face | Prise ARJ45 vue de Face | Prise ARJ45 vue de Face | Prise ARJ45 vue de Face | Prise ARJ45 vue de Face | Prise ARJ45 vue de Face | Prise ARJ45 vue de Face | Prise ARJ45 vue de Face | Prise ARJ45 vue de Face | Prise ARJ45 vue de Face |
| ----------------------- | ----------------------- | ----------------------- | ----------------------- | ----------------------- | ----------------------- | ----------------------- | ----------------------- | ---------------------------------------------------- | ----------------------- | ----------------------- | ----------------------- | ----------------------- | ----------------------- | ----------------------- | ----------------------- | ----------------------- | ----------------------- | ----------------------- |
|                         | Broche 6                |                         | Broche 3                |                         |                         |                         |                         |                                                      |                         |                         |                         |                         |                         | Broche 4                |                         | Broche 5                |                         |                         |
|                         |                         |                         |                         |                         |                         |                         |                         |                                                      |                         |                         |                         |                         |                         |                         |                         |                         |                         |                         |
|                         |                         |                         |                         |                         | Broche 1                |                         | Broche 2                | Espace libre correspondant aux broches 3 à 6 du RJ45 | Broche 7                |                         | Broche 8                |                         |                         |                         |                         |                         |                         |                         |